# Bauru
Bauru est une municipalité brésilienne située dans l'État de São Paulo.

Fondée en 1896, elle est située à une altitude moyenne de 526 m, possède une superfície de 667,7 km2. Sa population était de 344 039 habitants selon le recensement de 2010 et de 366 992 habitants selon l'estimation de 2015 de l'IBGE (Instituto Brasileiro de Geografia e Estatística).
C'est un grand centre universitaire où se trouve notamment un campus de l'Université de São Paulo et de l'Université d'État de São Paulo - UNESP.

## Histoire
Après 1850, les pionniers de São Paulo et de Minas Gerais commencèrent à explorer la région située entre la Serra de Botucatu, le Rio Tietê, le Rio Paranapanema et le Rio Paraná ; cette région était habitée par les Indiens Kaingang.
À partir de cette époque, l'occupation commença et se poursuivit malgré les attaques des Kaingang et, en 1888, Bauru fut érigée en district de Pederneiras, puis en municipalité le 1er août 1896.
La nouvelle municipalité survécut du café, dans les terres les moins fertiles de l'État, et devient, en 1906 le point de départ du chemin de fer vers la Bolivie.
La faible fertilité de la terre aux environs de la ville fait que les secteurs tertiaires se sont développés au détriment de l'agriculture. Cette tendance s'est renforcée par la présence d'Universités. Au cours des premières décennies du XXe siècle, Bauru devint un centre économique très attractif avec une forte immigration italienne, espagnole, portugaise et japonaise et, plus récemment[Depuis quand ?], bolivienne, argentine, chilienne, palestinienne et nord-américaine.

### Le nom de la ville
L'hypothèse la plus acceptée sur l'origine du nom de Bauru est que la région aurait été connue des Kaingangs comme la terre d'une herbe nommée «uba» utilisée pour confectionner des panniers et d'un oiseau dénommé «uru», type de galinacée.

## Démographie
| Évolution de la population (municipalité) | Évolution de la population (municipalité) | Évolution de la population (municipalité) | Évolution de la population (municipalité) |
| Année                                     | Population                                |                                           | %±                                        |
| ----------------------------------------- | ----------------------------------------- | ----------------------------------------- | ----------------------------------------- |
| 1920                                      | 20 386                                    |                                           |                                           |
| 1940                                      | 55 472                                    |                                           | 172,1%                                    |
| 1950                                      | 65 452                                    |                                           | 18,0%                                     |
| 1960                                      | 93 980                                    |                                           | 43,6%                                     |
| 1970                                      | 131 936                                   |                                           | 40,4%                                     |
| 1980                                      | 186 659                                   |                                           | 41,5%                                     |
| 1991                                      | 261 112                                   |                                           | 39,9%                                     |
| 2000                                      | 316 064                                   |                                           | 21,0%                                     |
| 2010                                      | 343 937                                   |                                           | 8,8%                                      |
| 2022                                      | 379 146                                   |                                           | 10,2%                                     |
| ,                                         |                                           |                                           |                                           |

## Économie
La décadence du chemin de fer et la croissance de villes comme Marília, Presidente Prudente et Araçatuba freinèrent plus récemment[Quand ?] la croissance de la ville qui reste le principal pôle économique de l'ouest de l'État de São Paulo grâce à son activité universitaire et à son réseau de routes et au chemin de fer.

Bauru possède un aéroport (code AITA : JTC).

## Géographie
L'altitude moyenne de la ville est de 526 mètres. Son climat est tropical humide. Elle est baignée par les Rios Bauru et Batalha. La végétation primitive de forêt atlantique a été remplacée par du cerrado.
Les précipitations maxima sont de 286 mm et les températures moyennes extrêmes de 19 °C et 32 °C.
La ville est coupée par les routes d'État suivantes :
- SP-225 - : Aguaí - Pirassununga SP-330 - SP-310 Itirapina - Jaú - Bauru - SP-270 (Ipaussu)
- SP-300 - SP-330 (Jundiaí) -Itu- Tietê - Bauru - Araçatuba - Andradina - limite du MS
- SP-321 - SP-300 (Bauru) - SP-304 - Novo Horizonte - SP-310 (Catanduva)

## Jumelages

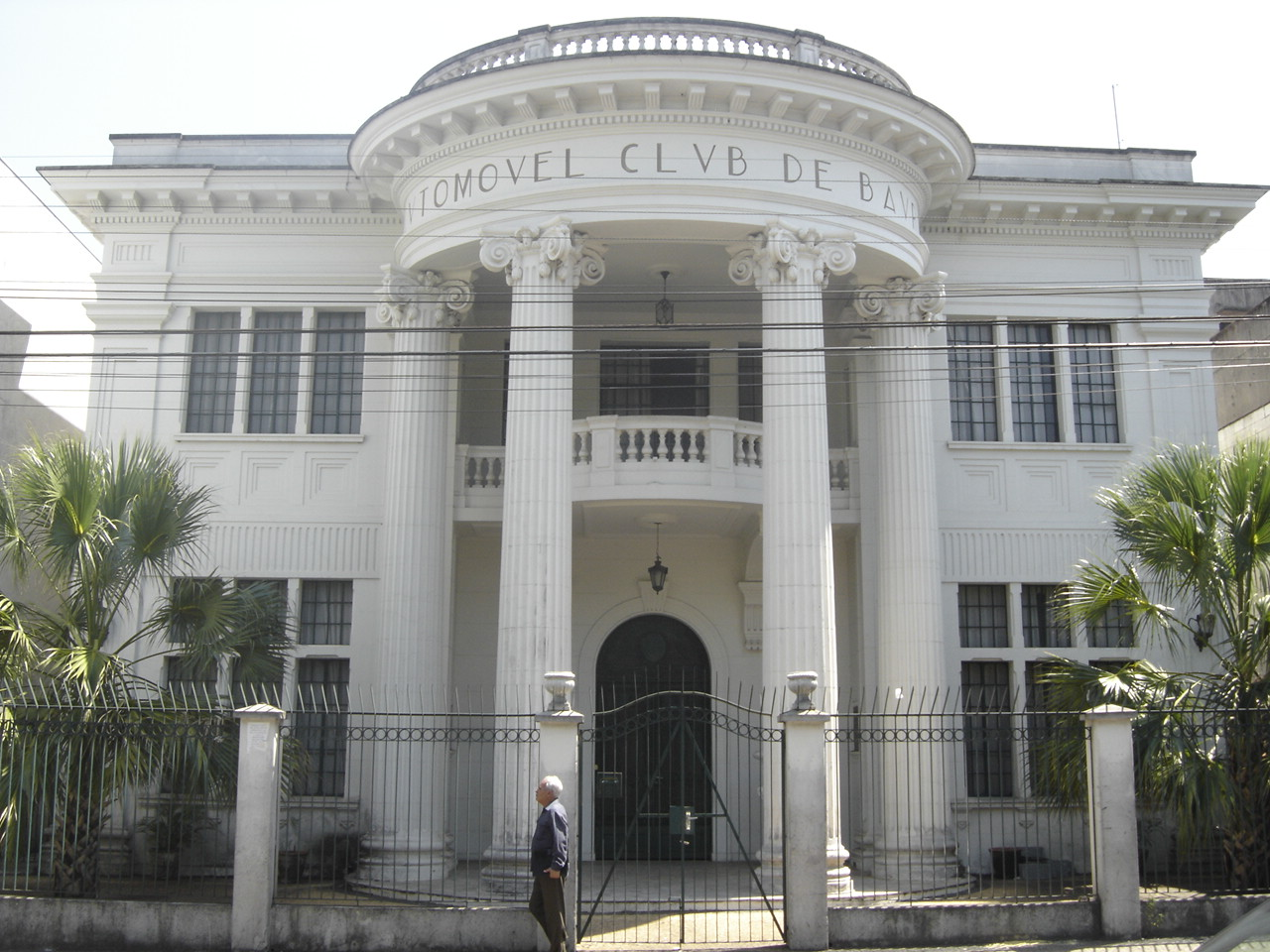
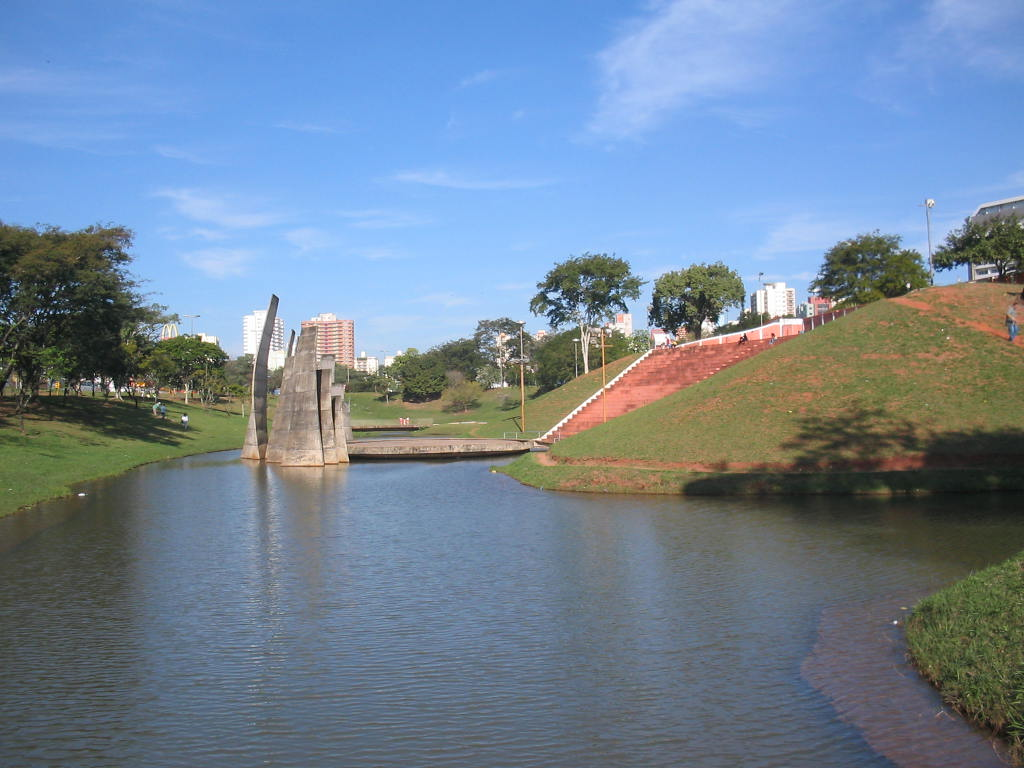
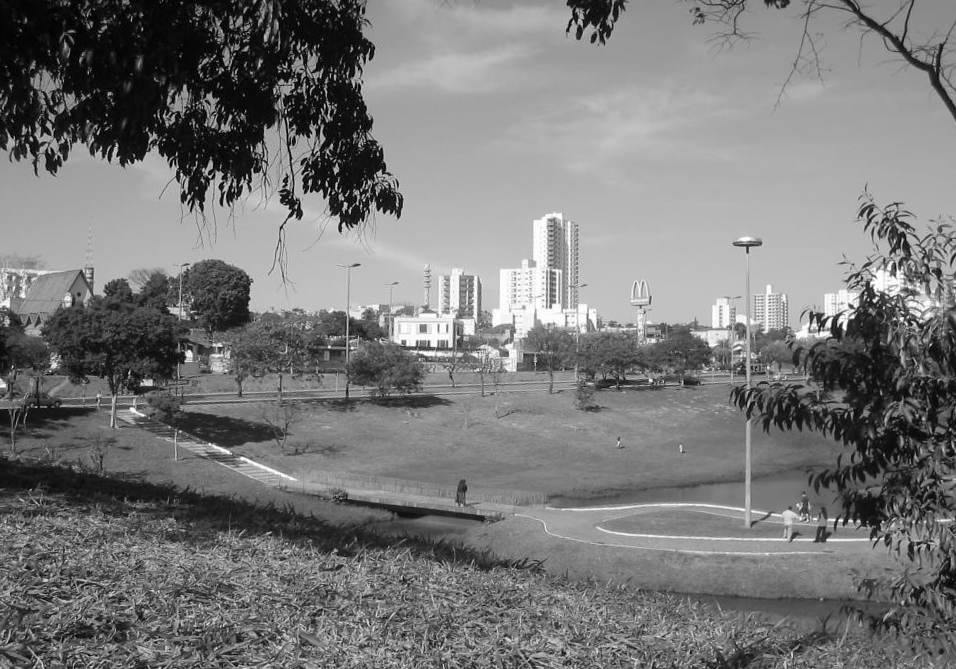

- Tenri (Japon) depuis 1970
- Sibiu (Roumanie) depuis 1995